# Herrarnas 400 meter vid världsmästerskapen i friidrott 2023
Herrarnas 400 meter vid världsmästerskapen i friidrott 2023 avgjordes mellan den 20 och 24 augusti 2023 på Nemzeti Atlétikai Központ i Budapest i Ungern.
Jamaicanske Antonio Watson tog guld efter ett lopp på 44,22 sekunder. Silvret togs av brittiske Matthew Hudson-Smith och bronset togs av amerikanske Quincy Hall.

## Program
Alla tider är lokal tid (UTC+2)
| Datum      | Tid   | Omgång      |
| ---------- | ----- | ----------- |
| 20 augusti | 10:25 | Försöksheat |
| 22 augusti | 21:00 | Semifinal   |
| 24 augusti | 21:35 | Final       |

## Resultat

### Försöksheat
De tre första i varje heat 0Q0 samt de sex snabbaste tiderna 0q0 kvalificerade sig för semifinalerna.
| Placering | Heat | Namn                      | Nationalitet        | Tid   | Noteringar |
| --------- | ---- | ------------------------- | ------------------- | ----- | ---------- |
| 1         | 3    | Håvard Bentdal Ingvaldsen | Norge               | 44,39 | 0Q0, 0NR0  |
| 2         | 2    | Wayde van Niekerk         | Sydafrika           | 44,57 | 0Q0        |
| 3         | 1    | Steven Gardiner           | Bahamas             | 44,65 | 0Q0        |
| 4         | 2    | Matthew Hudson-Smith      | Storbritannien      | 44,69 | 0Q0, 0SB0  |
| 5         | 6    | Bayapo Ndori              | Botswana            | 44,72 | 0Q0        |
| 6         | 5    | Antonio Watson            | Jamaica             | 44,77 | 0Q0        |
| 7         | 1    | Kentaro Sato              | Japan               | 44,77 | 0Q0, 0NR0  |
| 8         | 2    | Liemarvin Bonevacia       | Nederländerna       | 44,78 | 0Q0, 0SB0  |
| 9         | 2    | Busang Kebinatshipi       | Botswana            | 44,80 | 0q0, 0PB0  |
| 10        | 1    | Attila Molnár             | Ungern              | 44,84 | 0Q0, 0NR0  |
| 11        | 5    | Quincy Hall               | USA                 | 44,86 | 0Q0        |
| 12        | 3    | Vernon Norwood            | USA                 | 44,87 | 0Q0        |
| 13        | 1    | Zakithi Nene              | Sydafrika           | 44,88 | 0q0        |
| 14        | 4    | Kirani James              | Grenada             | 44,91 | 0Q0        |
| 15        | 6    | Alexander Doom            | Belgien             | 44,92 | 0Q0, 0PB0  |
| 16        | 4    | Fuga Sato                 | Japan               | 44,97 | 0Q0, 0PB0  |
| 17        | 4    | Sean Bailey               | Jamaica             | 44,98 | 0Q0        |
| 18        | 1    | Michael Joseph            | Saint Lucia         | 45,04 | 0q0        |
| 19        | 6    | Zandrion Barnes           | Jamaica             | 45,05 | 0Q0        |
| 20        | 4    | Davide Re                 | Italien             | 45,07 | 0q0, 0SB0  |
| 21        | 5    | Yuki Joseph Nakajima      | Japan               | 45,15 | 0Q0        |
| 22        | 3    | Jereem Richards           | Trinidad och Tobago | 45,15 | 0Q0        |
| 23        | 4    | Leungo Scotch             | Botswana            | 45,20 | 0q0        |
| 24        | 3    | Dylan Borlée              | Belgien             | 45,24 | 0q0        |
| 25        | 6    | Lucas Carvalho            | Brasilien           | 45,34 |            |
| 25        | 6    | Manuel Sanders            | Tyskland            | 45,34 |            |
| 27        | 3    | Oleksandr Pohorilko       | Ukraina             | 45,37 |            |
| 28        | 3    | João Coelho               | Portugal            | 45,38 |            |
| 29        | 2    | Elián Larregina           | Argentina           | 45,42 |            |
| 30        | 5    | Lythe Pillay              | Sydafrika           | 45,58 |            |
| 31        | 4    | Dubem Nwachukwu           | Nigeria             | 45,60 |            |
| 32        | 4    | Gustav Lundholm Nielsen   | Danmark             | 45,66 | 0PB0       |
| 33        | 5    | Lionel Spitz              | Schweiz             | 45,69 |            |
| 34        | 1    | Aruna Dharshana           | Sri Lanka           | 45,70 |            |
| 35        | 1    | Bonface Mweresa           | Kenya               | 45,91 |            |
| 36        | 6    | Matěj Krsek               | Tjeckien            | 45,99 |            |
| 37        | 3    | Jonathan Jones            | Barbados            | 46,03 |            |
| 38        | 6    | Bryce Deadmon             | USA                 | 46,20 |            |
| 39        | 5    | Karol Zalewski            | Polen               | 46,53 |            |
| 40        | 5    | Christopher O'Donnell     | Irland              | 46,76 |            |
| 41        | 2    | Alonzo Russell            | Bahamas             | 46,95 |            |
|           | 5    | Desean Anju L Boyce       | Barbados            |       | 0DNF0      |
|           | 2    | Anthony Zambrano          | Colombia            |       | 0DSQ0      |
|           | 4    | Carl Bengtström           | Sverige             |       | 0DSQ0      |
|           | 3    | Ricky Petrucciani         | Schweiz             |       | 0DNS0      |

### Semifinaler
De två första i varje heat 0Q0 samt de två snabbaste tiderna 0q0 kvalificerade sig för finalen.
| Placering | Heat | Namn                      | Nationalitet        | Tid   | Noteringar |
| --------- | ---- | ------------------------- | ------------------- | ----- | ---------- |
| 1         | 1    | Antonio Watson            | Jamaica             | 44,13 | 0Q0, 0PB0  |
| 2         | 1    | Vernon Norwood            | USA                 | 44,26 | 0Q0, 0PB0  |
| 3         | 2    | Matthew Hudson-Smith      | Storbritannien      | 44,26 | 0Q0, 0AR0  |
| 4         | 3    | Quincy Hall               | USA                 | 44,43 | 0Q0        |
| 5         | 2    | Kirani James              | Grenada             | 44,58 | 0Q0        |
| 6         | 1    | Wayde van Niekerk         | Sydafrika           | 44,65 | 0q0        |
| 7         | 2    | Håvard Bentdal Ingvaldsen | Norge               | 44,70 | 0q0        |
| 8         | 1    | Jereem Richards           | Trinidad och Tobago | 44,76 |            |
| 9         | 2    | Fuga Sato                 | Japan               | 44,88 | 0PB0       |
| 10        | 3    | Sean Bailey               | Jamaica             | 44,94 | 0Q0        |
| 11        | 1    | Kentaro Sato              | Japan               | 44,99 |            |
| 12        | 1    | Attila Molnár             | Ungern              | 45,02 |            |
| 13        | 3    | Yuki Joseph Nakajima      | Japan               | 45,04 | 0PB0       |
| 14        | 2    | Liemarvin Bonevacia       | Nederländerna       | 45,23 |            |
| 15        | 3    | Davide Re                 | Italien             | 45,29 |            |
| 16        | 2    | Zandrion Barnes           | Jamaica             | 45,38 |            |
| 17        | 1    | Michael Joseph            | Saint Lucia         | 45,50 |            |
| 18        | 3    | Alexander Doom            | Belgien             | 45,57 |            |
| 19        | 2    | Dylan Borlée              | Belgien             | 45,59 |            |
| 20        | 3    | Zakithi Nene              | Sydafrika           | 45,64 |            |
| 21        | 1    | Leungo Scotch             | Botswana            | 45,96 |            |
| 22        | 2    | Busang Kebinatshipi       | Botswana            | 46,39 |            |
| 23        | 3    | Steven Gardiner           | Bahamas             |       | 0DNF0      |
| 23        | 3    | Bayapo Ndori              | Botswana            |       | 0DNF0      |

### Final
Finalen startade den 24 augusti klockan 21:35.
| Placering | Namn                      | Nationalitet   | Tid   | Noteringar                |
| --------- | ------------------------- | -------------- | ----- | ------------------------- |
| 1         | Antonio Watson            | Jamaica        | 44,22 |                           |
| 2         | Matthew Hudson-Smith      | Storbritannien | 44,31 |                           |
| 3         | Quincy Hall               | USA            | 44,37 | 0PB0                      |
| 4         | Vernon Norwood            | USA            | 44,39 |                           |
| 5         | Sean Bailey               | Jamaica        | 44,96 |                           |
| 6         | Håvard Bentdal Ingvaldsen | Norge          | 45,08 |                           |
| 7         | Wayde van Niekerk         | Sydafrika      | 45,11 |                           |
| 8         | Kirani James              | Grenada        | 0DSQ0 | TR17.3.1: Banöverträdelse |